# Chango
Les Changos, aussi appelés Camanchacos ou Camanchangos, sont un groupe de peuples amérindiens d'Amérique du Sud, vivant sur la côte pacifique du Pérou et du Chili. 
Le terme « chango » est d'abord apparu au milieu du XVIIe siècle pour désigner les membres d'une tribu qui habitaient entre Copiapó et Coquimbo. Il est devenu un mot pour qualifier les habitants de cette région qui vivaient de la mer, près de 8 000 ans avant J.C.  
Considérés comme quasiment éteints, les Changos sont reconnus au Chili comme un peuple indigène depuis 2020. Un total de 4 725 individus se déclarent officiellement Changos cette année là.
Cette reconnaissance officielle permet notamment aux Changos d'obtenir un siège réservé à l'assemblée constituante chilienne lors des Élections constituantes organisées en mai 2021.